# Legea dorinței
Legea dorinței (în spaniolă La ley del deseo) este un film thriller de comedie spaniol din 1987, scris și regizat de Pedro Almodóvar. Rolurile principale sunt interpretate de Eusebio Poncela, Carmen Maura și Antonio Banderas. A fost primul film realizat independent de Almodóvar cu propria sa casă de producție, El Deseo.
Turnat în 1986, Legea dorinței a fost primul proiect al lui Almodóvar centrat pe relațiile homosexuale. Filmul urmează tonul stabilit de pelicula precedentă a lui Almodóvar, Matador (1986), explorând forța nestăpânită a dorinței. Temele filmului includ dragostea, pierderea, familia, sexualitatea, și legătura strânsă dintre viață și artă.
Legea dorinței a fost întâmpinat cu reacții pozitive din partea criticilor și a publicului, devenind cel mai de succes film al lui Almodóvar până în acel moment. A făcut turul multor festivaluri de film, câștigând Premiul Teddy la Berlin, și contribuind la recunoașterea lui Almodóvar pe plan internațional.

## Acțiune
Pablo Quintero este un regizor de film și teatru, a cărui ultimă lucrare, El paradigma del mejillón, tocmai a fost lansată. La petrecerea din seara premierei, el discută cu iubitul său mult mai tânăr, Juan, despre planurile lor de vară. Pablo va rămâne în Madrid pentru a lucra la un nou proiect, în timp ce Juan va pleca în orașul său natal din sud pentru a lucra într-un bar și a sta cu familia sa. Pablo este îndrăgostit de Juan, dar își dă seama că dragostea sa nu este returnată cu intensitatea dorită de el.
Pablo este foarte apropiat de sora sa transgender, Tina, o actriță cu dificultăți în carieră. Tina a fost recent abandonată de iubita sa lesbiană, un model. Aceasta i-a lăsat-o în grijă Tinei pe fiica sa, Ada, în vârstă de zece ani. Frustrată de relațiile ei cu bărbații, Tina își dedică timpul Adei, fiind o mamă adoptivă iubitoare. Tina, Ada și Pablo formează o unitate familială neobișnuită. Pablo are grijă de amândouă. Pentru următorul său proiect, Pablo scrie o adaptare a monologului lui Jean Cocteau, „Vocea umană”, care va fi interpretat de sora sa.
În seara premierei piesei, Pablo îl întâlnește pe Antonio, un tânăr care este obsedat de regizor de când a vizionat filmul El paradigma del mejillón. La sfârșitul serii, merg împreună acasă și fac sex. Pentru Antonio aceasta este prima sa experiență homosexuală, în timp ce Pablo o consideră doar un episod lasciv. Pablo este încă îndrăgostit de iubitul său, Juan. Antonio înțelege greșit intențiile lui Pablo, și ia întâlnirea lor drept o relație. El își dezvăluie curând caracterul posesiv de amant.
Antonio dă peste o scrisoare de dragoste adresată lui Pablo, semnată de Juan, dar care, de fapt, a fost scrisă de Pablo pentru el însuși. Scrisoarea îl face pe Antonio să cadă într-o furie de gelozie, dar el trebuie să se întoarcă în Andaluzia natală, unde locuiește cu mama sa autoritară. Așa cum a promis, Pablo îi trimite lui Antonio o scrisoare semnată Laura P., numele unui personaj inspirat de sora sa. În scrisoarea sa, Pablo îi spune lui Antonio că îl iubește pe Juan, și că intenționează să i se alăture. Cu toate acestea, Antonio, care este gelos și vrea să scape de Juan, ajunge primul acolo. Antonio vrea să posede tot ce îi aparține lui Pablo, și încearcă să facă sex cu Juan. Când Juan îi respinge avansurile, Antonio îl aruncă de pe o faleză. După ce își ucide rivalul, Antonio se îndreaptă rapid spre orașul său natal. Pablo devine suspect în cazul crimei, deoarece poliția a găsit o piesă de îmbrăcăminte care se potrivește cu o cămașă distinctivă deținută de Pablo. De fapt, Antonio purta o copie exactă atunci când l-a ucis pe Juan.
Pablo merge să-și vadă iubitul mort, își dă seama că Antonio este responsabil de crimă, și îl înfruntă. Ei se ceartă, și Pablo pleacă cu mașina, urmărit de poliție. Orbit de lacrimi, el face un accident de mașină, rănindu-și capul. Se trezește într-un spital, suferind de amnezie. Mama lui Antonio arată poliției scrisorile primite de fiul ei. Misterioasa Laura P. devine suspectul principal, dar poliția nu o găsește. Antonio se întoarce la Madrid, și, pentru a se apropia de Pablo, care este încă în spital, o seduce pe Tina, care crede că dragostea lui este sinceră.
Pentru a-și ajuta fratele să-și recapete memoria, Tina îi povestește despre trecutul lor. Născută băiat, a început în adolescență o aventură cu tatăl lor. A fugit cu el, și și-a făcut o operație de schimbare de sex pentru a-i face pe plac, dar el a părăsit-o pentru o altă femeie. Când relația incestuoasă s-a încheiat, Tina s-a întors la Madrid odată cu moartea mamei lor, și s-a reunit cu Pablo. Tina i-a fost recunoscătoare lui Pablo, care nu a judecat-o. De asemenea, Tina îi spune că și-a găsit un amant. Pablo începe să își revină treptat; își dă seama că noua iubire a Tinei este Antonio, și că ea este în pericol. El merge cu poliția la apartamentul Tinei, unde aceasta este ținută ostatică de Antonio. Antonio amenință cu o baie de sânge dacă nu poate rămâne o oră singur cu Pablo. Pablo este de acord și i se alătură. Ei fac dragoste, iar Antonio se sinucide.

## Distribuție
- Eusebio Poncela în rolul lui Pablo Quintero, un regizor și scenarist homosexual
- Carmen Maura în rolul Tinei Quintero, sora trans lui Pablo
- Antonio Banderas în rolul lui Antonio Benítez, un tânăr rigid dintr-o familie conservatoare
- Miguel Molina în rolul lui Juan, amantul lui Pablo
- Manuela Velasco în rolul Adei, fiica adoptivă a Tinei
- Rossy de Palma ca gazdă TV